# Richard Todd
Richard Andrew Palethorpe-Todd (Dublino, 11 giugno 1919 – Grantham, 3 dicembre 2009) è stato un attore irlandese.
Richard Todd fu, oltre che attore, anche ufficiale dell'esercito britannico e combatté durante la seconda guerra mondiale. Nella sua carriera vinse un Golden Globe su due candidature, e ottenne una candidatura all'Oscar per Cuore solitario.

## Biografia

### Gli inizi
Richard Todd trascorse alcuni anni della sua infanzia in India, ove il padre Andrew William Todd (che era stato anche giocatore della nazionale irlandese di rugby) prestava servizio come medico militare. Al rientro in patria, la famiglia Todd si stabilì nel West Devon, ove Richard frequentò la Scuola pubblica Shrewsbury. Terminati gli studi, tentò la carriera militare nella Royal Military Academy di Sandhurst, prima di iniziare la sua attività artistica presso la scuola di recitazione Italia Conti Academy of Theatre Arts. La sua prima apparizione come attore professionista risale al 1936 nell'opera shakespeariana La dodicesima notte, messa in scena all'Open Air Theatre di Regent's Park. Todd continuò ad apparire in rappresentazioni in teatri provinciali, e fu cofondatore nel 1939 della compagnia teatrale Dundee Repertory Theatre.

### Il servizio militare

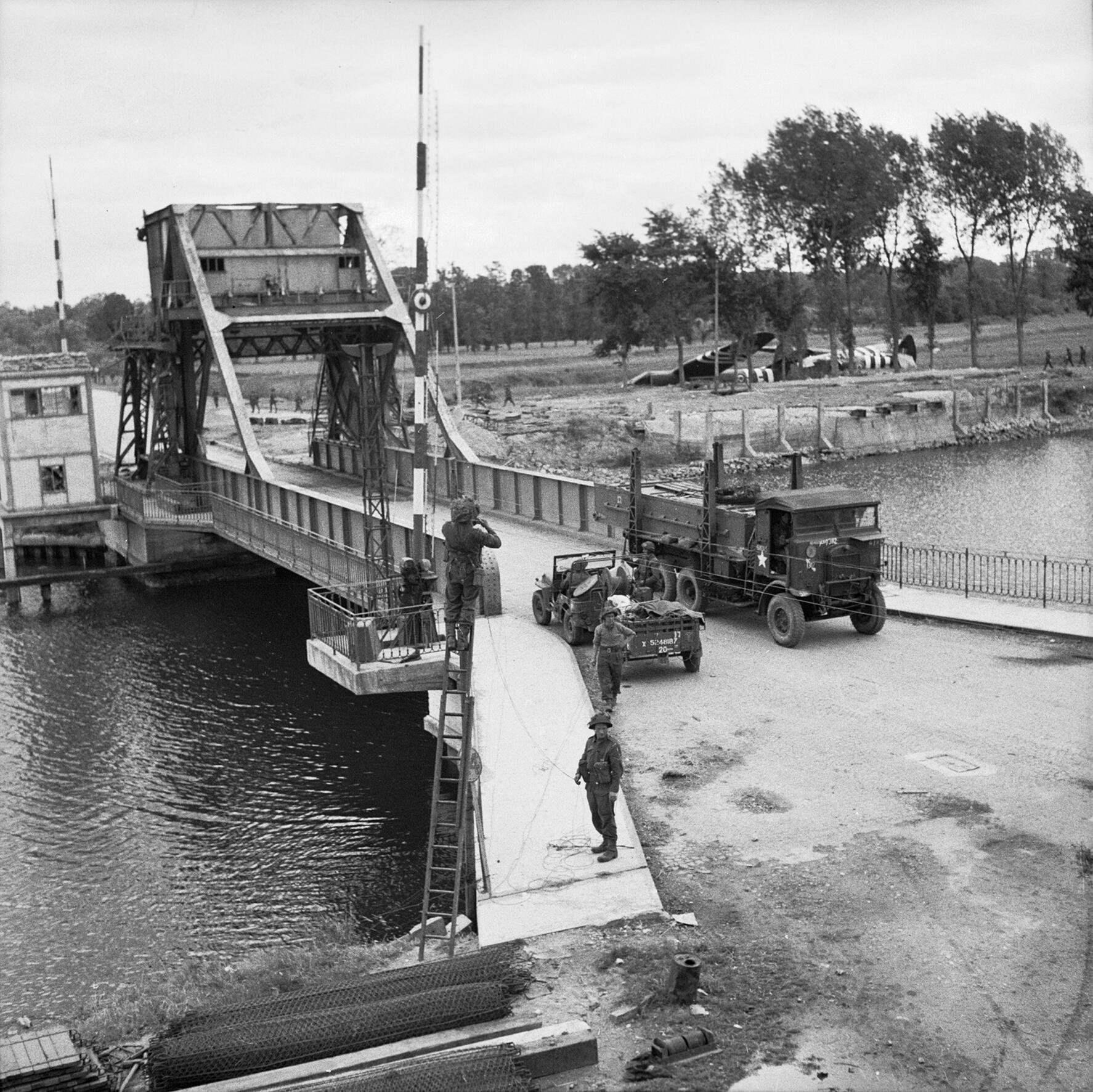
Il Capitano Richard Todd atterrò nei pressi del Ponte Pegasus il 6 giugno 1944

Durante la seconda guerra mondiale, Todd prestò servizio come ufficiale nel King's Own Yorkshire Light Infantry per poi transitare come ufficiale paracadutista nella Sesta divisione aerotrasportata britannica. Quale membro del 7º battaglione paracadutisti della 5ª brigata fu uno dei primi ufficiali britannici a sbarcare in Normandia il D-Day, durante l'operazione Tonga, e incontrò il reparto del maggiore John Howard, 2 compagnie del 2° Oxfordshire e Buckinghamshire che raggiunto il famoso Ponte Pegasus a bordo di alianti Horsa lo avevano conquistato difendendolo fino all'arrivo dei rinforzi. Circa vent'anni dopo Todd impersonerà lo stesso maggiore Howard nel film Il giorno più lungo (1962).

### La carriera artistica
Dopo la guerra Todd tornò per un certo periodo al teatro. Nel 1948 interpretò sui palcoscenici di Londra il personaggio di Lachlan MacLachlan nel dramma di John Patrick The Hasty Heart, quindi stipulò un contratto cinematografico con la Associated British per apparire nell'omonima versione cinematografica prodotta dalla Warner Brothers, che in italiano si intitolò Cuore solitario (1950). L'interpretazione valse a Todd una candidatura al premio Oscar al miglior attore, oltre a un Golden Globe come miglior attore emergente.
Nel 1953 comparve anche sul piccolo schermo nell'adattamento televisivo che la BBC trasse dal romanzo Cime tempestose di Emily Brontë, in cui interpretò la parte di Heathcliff. Nello stesso anno partecipò anche al film La spada e la rosa. Nel 1955 interpretò uno dei suoi ruoli migliori, quello di Guy Gibson, Wing Commander della RAF, nel film I guastatori delle dighe (1955). Il pubblico statunitense lo ricorda per il ruolo del cappellano del Senato Peter Marshall nel film A Man Called Peter (1955), versione cinematografica della biografia scritta da Catherine Marshall.
Todd fu inizialmente scelto da Ian Fleming per il ruolo di James Bond nel film Agente 007 - Licenza di uccidere, ma una controversia nella programmazione fece sì che la parte fosse affidata a Sean Connery. Durante gli anni sessanta Todd tentò senza successo di produrre un film dal romanzo The Diamond Smugglers (I contrabbandieri di diamanti), una delle poche opere di Fleming che non siano state portate sullo schermo, e tratto da un fatto realmente accaduto, ed una serie televisiva basata sui resoconti di vicende reali ispirate al Corpo dei Corrieri della Regina.
Todd continuò quindi a comparire in televisione, ricoprendo ruoli in Virtual Murder, Silent Witness (2000), e nella storia di Kinda della serie televisiva Doctor Who (1982). Negli anni settanta egli si assicurò una rinnovata popolarità come lettore nel programma Morning Story dell'emittente Radio Four. La sua carriera si protrasse fino alla fine degli anni novanta.

### Vita privata
Todd si sposò due volte. La prima nel 1949 con l'attrice Catherine Grant-Bogle, conosciuta all'epoca del Dundee Repertory Theatre, dalla quale ebbe due figli, Peter e Fiona, e da cui divorziò nel 1970. Nello stesso anno si risposò con la modella Virginia Mailer, con la quale visse fino al 1992 e dalla quale ebbe altri due figli, Seumas e Andrew. Ritiratosi dalla professione attiva, visse nel paese di Little Humby, a 8 miglia da Grantham nel Lincolnshire (Inghilterra).
La vita privata di Todd fu funestata da tre casi di suicidio avvenuti nella sua ristretta cerchia familiare. La stessa madre dell'attore si era infatti tolta la vita quando Todd aveva 19 anni, mentre un'analoga tragedia coinvolse due figli di Todd. Nel 1997 si suicidò il ventenne Seumas (figlio di Virgina Mailer), a causa di un grave stato depressivo, probabilmente indotto dall'assunzione di farmaci anti-acne, mentre otto anni più tardi, il 21 settembre 2005, fece altrettanto il fratellastro Peter, il primo figlio avuto da Todd con Catherine Grant-Bogle, per cause imputabili a crisi matrimoniale.
Ammalatosi di cancro, Todd morì il 3 dicembre 2009.

## Filmografia parziale

### Cinema
- Good Morning, Boys, regia di Marcel Varnel (1937) (non accreditato)
- Un americano a Oxford (A Yank at Oxford), regia di Jack Conway (1938) (non accreditato)
- Old Bones of the River, regia di Marcel Varnel (1938) (non accreditato)
- For Them That Trespass, regia di Alberto Cavalcanti (1949)
- Cuore solitario (The Hasty Heart), regia di Vincent Sherman (1949)
- The Interrupted Journey, regia di Daniel Birt (1949)
- Paura in palcoscenico (Stage Fright), regia di Alfred Hitchcock (1950)
- I mariti di lady Clara (Portrait of Clare), regia di Lance Comfort (1950)
- Flesh & Blood, regia di Anthony Kimmins (1951)
- L'odio colpisce due volte (Lightning Strikes Twice), regia di King Vidor (1951)
- Robin Hood e i compagni della foresta (The Story of Robin Hood and His Merrie Men), regia di Ken Annakin (1952)
- Un giorno... tutta la vita (24 Hours of a Woman's Life), regia di Victor Saville (1952)
- Venetian Bird, regia di Ralph Thomas (1952)
- La spada e la rosa (The Sword and the Rose), regia di Ken Annakin (1953)
- Rob Roy, il bandito di Scozia (Rob Roy: The Highland Rogue), regia di Harold French (1953)
- Il letto (Secrets d'alcôve) (Episodio Il biglietto d'alloggio di Henri Decoin) (1954)
- A Man Called Peter, regia di Henry Koster (1955)
- I guastatori delle dighe (The Dam Busters), regia di Michael Anderson (1955)
- Il favorito della grande regina (The Virgin Queen), regia di Henry Koster (1955)
- Maria Antonietta regina di Francia (Marie-Antoinette reine de France), regia di Jean Delannoy (1956)
- Operazione Normandia (D-Day the Sixth of June), regia di Henry Koster (1956)
- Fuoco sullo Yangtse (Yangtse Incident: The Story of H.M.S. Amethyst), regia di Michael Anderson (1957)
- Santa Giovanna (Saint Joan), regia di Otto Preminger (1957)
- Acqua alla gola (Chase a Crooked Shadow), regia di Michael Anderson (1958)
- Terra nuda (The Naked Earth), regia di Vincent Sherman (1958)
- Decisione di uccidere (Intent to Kill), regia di Jack Cardiff (1958)
- Danger Within, regia di Don Chaffey (1959)
- I gangsters di Piccadilly (Never Let Go), regia di John Guillermin (1960)
- La pattuglia dei 7 (The Long and the Short and the Tall), regia di Leslie Norman (1961)
- Entrate senza bussare (Don't Bother to Knock), regia di Cyril Frankel (1961)
- La furia degli implacabili (The Hellions), regia di Irving Allen e Ken Annakin (1961)
- Il delitto non paga (Le crime ne paie pas), regia di Gérard Oury (1962) (episodio L'homme de l'avenue)
- Il giorno più lungo (The Longest Day), regia di Ken Annakin e Andrew Marton (1962)
- The Boys, regia di Sidney J. Furie (1962)
- Il limite della vergogna (The Very Edge), regia di Cyril Frankel (1963)
- Tamburi sul grande fiume (Death Drums Along the River), regia di Lawrence Huntington (1963)
- La costa dei barbari (Coast of Skeletons), regia di Robert Lynn (1964)
- Operazione Crossbow (Operation Crossbow), regia di Michael Anderson (1965)
- Accadde un'estate (The Battle of the Villa Fiorita), regia di Delmer Daves (1965)
- The Love-Ins, regia di Arthur Dreifuss (1967)
- Last of the Long-haired Boys, regia di Peter Everett (1968)
- Subterfuge, regia di Peter Graham Scott (1968)
- Il dio chiamato Dorian (Dorian Gray), regia di Massimo Dallamano (1970)
- La morte dietro il cancello (Asylum), regia di Roy Ward Baker (1972)
- Sono il n. 1 del servizio segreto (No. 1 of the Secret Service), regia di Lindsay Shonteff (1977)
- Marlowe indaga (The Big Sleep), regia di Michael Winner (1978)
- Home Before Midnight, regia di Pete Walker (1979)
- Las flores del vicio, regia di Silvio Narizzano (1979)
- La casa delle ombre lunghe (House of the Long Shadows), regia di Pete Walker (1983)
- Olympus Force: The Key, regia di James Fortune e Robert Garofalo (1988)
- Furia omicida (Murder One), regia di Graeme Campbell (1988)

### Televisione
- The Danny Thomas Hour – serie TV, episodio 1x17 (1968)
- Mio figlio Dominic (Boy Dominic) – serie TV, 14 episodi (1974)
- La signora in giallo (Murder, She Wrote) – serie TV, episodio 6x01 (1989)
- Testimoni silenziosi (Silent Witness) – serie TV, 2 episodi (2000)
- L'ispettore Barnaby (Midsomer Murders) – serie TV, episodio 6x05 (2003)
- Holby City – serie TV, un episodio (2004)

## Doppiatori italiani
Nelle versioni in italiano dei suoi film, Richard Todd è stato doppiato da:
- Giuseppe Rinaldi in Paura in palcoscenico, Robin Hood e i compagni della foresta, Il favorito della grande regina, Acqua alla gola, Entrate senza bussare
- Pino Locchi in La spada e la rosa, Operazione Normandia, Decisione di uccidere
- Stefano Sibaldi in L'odio colpisce due volte, I guastatori delle dighe
- Adolfo Geri in Cuore solitario
- Mario Mastria in Il giorno più lungo
- Sergio Tedesco in Il dio chiamato Dorian
- Carlo Alighiero in La casa delle ombre lunghe
- Sergio Rossi in La signora in giallo
- Michele Gammino in Paura in palcoscenico (ridoppiaggio)

## Riconoscimenti
Premi Oscar 1950 – Candidatura all'Oscar al miglior attore per Cuore solitario